# Mark Horton
Mark Horton (ur. 1950) – angielski brydżysta, dziennikarz brydżowy, redaktor naczelny angielskiego miesięcznika Bridge. Autor książek For Love or Money (wspólnie z Brianem Seniorem) oraz The Bridge Magicians (z Radosławem Kiełbasińskim).